# Mahaut de Châtillon
Mahaut de Châtillon, dite de Saint-Pol, née en 1293 et morte le 3 octobre 1358, est la fille de Guy IV de Châtillon-Saint-Pol et de Marie de Bretagne.

## Biographie
Mahaut de Châtillon est la troisième épouse du frère du roi Philippe IV le Bel, Charles, comte de Valois, père du roi Philippe VI de Valois.
De cette union, célébrée en 1308, sont nés un fils et trois filles :
- Marie (1309-1328), mariée en mai 1324 à Charles de Calabre (1298-1328), d'où cinq enfants dont Jeanne Ire de Naples ;
- Isabelle (1313-1383), mariée en 25 janvier 1336 avec Pierre Ier, duc de Bourbon (vers 1311-1356) et postérité ;
- Blanche (1317-1348), mariée en mai 1329 à Charles IV (1316-1378), empereur germanique, d'où deux filles ;
- Louis (1318-1328), comte de Chartres et d'Alençon.

Elle meurt le 3 octobre 1358 et est inhumée en l'église des Cordeliers de Paris, chapelle du couvent des Cordeliers de Paris.